# الوحدة 731
الوحدة 731 (باليابانية: 731部隊) (تلفظ: نانا سان إيتشي بوتاي) كانت وحدة أبحاث وتطوير حرب كيميائية وحرب بيولوجية سرية في جيش اليابان الإمبراطوري. أجرت هذه الوحدة تجارب أسلحة بيولوجية على البشر في الحرب اليابانية الصينية الثانية والحرب العالمية الثانية. ونفذت أفظع جرائم الحرب التي نفذها ضباط يابانيون خلال الحرب. رسميًا، تعرف الوحدة في جيش اليابان الإمبراطوري باسم دائرة كيمبايتاي السياسية ومختبر أبحاث الوقاية من الأوبئة. لكنها في الواقع كانت مختبرًا يقوم بأبحاث سرية لتطوير أسلحة كيميائية وبيولوجية محظورة دوليًا من أجل استخدامها في الحرب.
تسببت الوحدة في مقتل أكثر من 10 آلاف من أسرى الحرب الصينيين وأسرى من شبه الجزيرة الكورية ومنغوليا والاتحاد السوفيتي.

## معلومات عن الوحدة 731

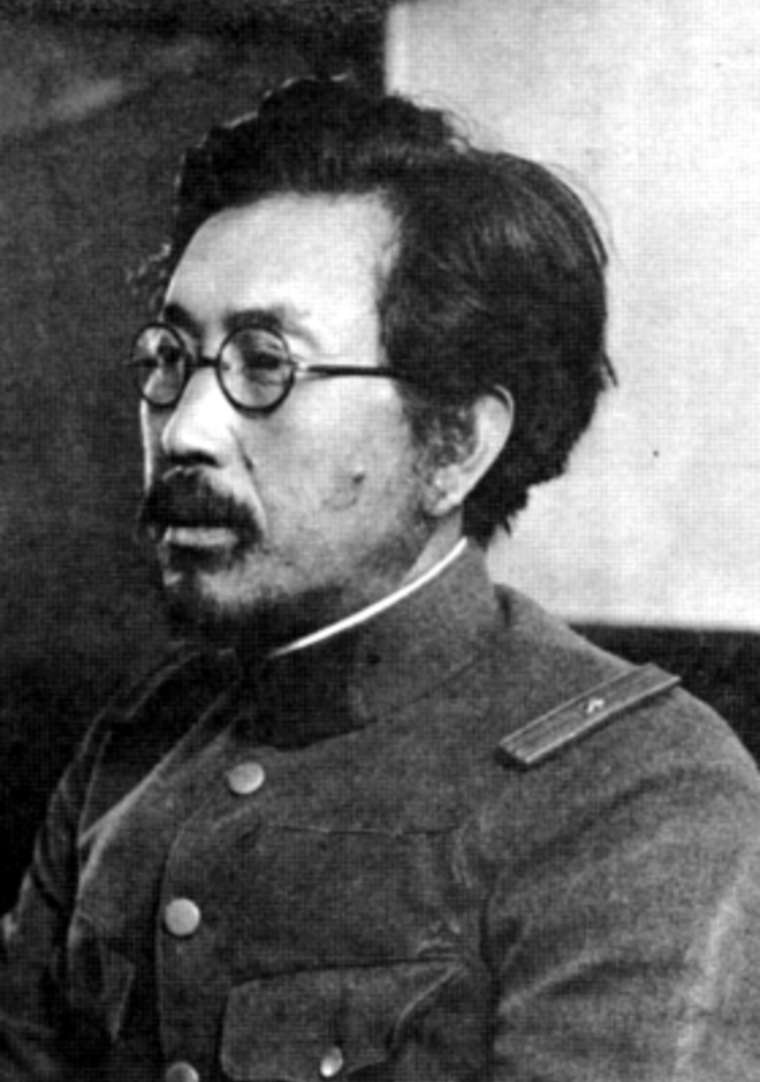
شيرو إيشي قائد الوحدة 731

كان موقع الوحدة في مقاطعة بينغفانغ لمدينة هاربين في شمال شرق الصين. أسس الوحدة 731 في العام 1932 الجنرال شيرو إيشي (石井四郎) وهو ضابط طبيب رفيع المستوى في الجيش الياباني وهو صنيعة وزير الحرب الياباني ساداو أراكي. عام 1936 وافق الإمبراطور هيروهيتو على توسيع الوحدة وضمها إلى جيش كوانتونغ كقسم للوقاية من الكوارث.

## التشريح
- تشريح أسرى الحرب أحياء بدون تخدير خوفا من أن يؤثر التخدير على دقة نتائج التجارب.
- تم التشريح على السجناء بعد حقنهم بأمراض مختلفة. حيث يقوم العلماء بإجراء جراحة على السجناء، وإزالة الأعضاء الداخلية لدراسة آثار المرض على الجسم البشري. وأجريت هذه العمليات على مرضى على قيد الحياة في حين أنه كان يعتقد أن عملية التخدير من شأنها أن تؤثر على النتائج.
- كما أجريت عمليات تشريح على النساء الحوامل، وانتزعت الأجنة لدراسة انتقال المرض إليها من قبل ألأم.

## تجربة الأسلحة
ربط السجناء بأعمدة على مسافات مختلفة واستخدامهم كأهداف لدراسة تأثير القنابل الجرثومية والكيماوية والمتفجرات.

## تجارب أخرى
- تعليق بعض السجناء رأسًا على عقب لتحديد إلى أي مدى سيظلون يختنقون.
- حقن السجناء بالهواء لتحديد الوقت اللازم لظهور أعراض السكتة.
- حرمان السجناء من الطعام والماء لمدة من الزمن حتى الموت لمعرفة أقصى درجة تحمل لجسم الإنسان.